# Cuéntame (canción de Lucero)
Cuéntame es una canción y el segundo sencillo oficial del sexto álbum de estudio de la actriz y cantante mexicana Lucero titulado del mismo nombre. El tema fue escrito por César Valle junto con J.R. Florez y publicada bajo el sello discográfico Melody Discos a finales del mes de mayo del año 1989.

## Antecedentes
La canción se convirtió en un éxito número uno tanto en México como en América Latina y, por primera vez, alcanzó el número dos en la lista Billboard Hot Latin Tracks en los Estados Unidos. tanto la canción como el vídeo catapultaron las ventas del álbum y sonaron por muchas semanas en la radio y televisión. Esta canción figura en la lista de las 100 mejores canciones de los 80 en español por la cadena de televisión VH1
Ha estado en varios discos de grandes éxitos y versiones de sus canciones mas recopilatorios y otros álbumes en vivo de la propia cantante.

## Lista de canciones

### CD - Promo[8]
| Cuéntame — Single |            |          |  |
| N.º               | Título     | Duración |  |
| 1.                | «Cuéntame» | 3:28     |  |

## Posiciones en las listas
| Listas                                    | Posición |
| ----------------------------------------- | -------- |
| Estados Unidos Billboard Hot Latin Tracks | 2        |
| Mexico (Top 100)                          | 40       |